# Робинзоны из Беверли-Хиллз
Робинзоны из Беверли Хиллз (англ. Beverly Hills Family Robinson) — американский телефильм 1997 года производства студии Walt Disney по мотивам романа о швейцарской семье Робинсон авторства Йоханна Дэвида Уайса. Главные роли в картине исполнили Дайан Кэннон, Мартин Малл, Сара Мишель Геллар и Райан О'Донахью. Фильм был показан в телесети ABC. Картина была снята в Квинсленде, Австралия.

## Описание сюжета
Семья Робинзон  отправляется в путешествие на яхте по морю. Но хорошо отдохнуть и развлечься у них не получается — их ждали совсем другие, менее приятные развлечения. Попав в шторм, их яхта затонула и семью выбросило на остров, где их поджидали захватывающие приключения и пираты.

## Актёрский состав
- Дайан Кэннон
- Мартин Малл
- Сара Мишель Геллар
- Райан О'Донахью
- Джош Пикер
- Кевин Уайзман
- Майкл Эдвард-Стивенс
- Ник Нидлз
- Isuara Gualberto
- Дженнифер Холт